# Teknikhistoriska samfundet
Teknikhistoriska samfundet (finska: Tekniikan historian seura) är ett finländskt teknikhistoriskt sällskap. 
Teknikhistoriska samfundet, som har sitt säte i Helsingfors, grundades 1926 och har till ändamål att främja forskning och museiverksamhet gällande teknikens och industrins historia samt att öka kännedomen om dessa sfärer. Sällskapet utger (sedan 1999) skriftserien Suomen tekniikan historia–Finlands teknikhistoria i samarbete med Tekniskvetenskapliga akademierna och tidskriften Tekniikan Waiheita–Teknik i Tiden (sedan 1983). Samfundet är anslutet till Vetenskapliga samfundens delegation.